# 霍珀 (伊利諾伊州)
霍珀（英語：Hopper）是位於美國伊利諾伊州亨德森縣的一個非建制地區。該地的面積和人口皆未知。

## 地理
霍珀的座標為40°47′48″N 90°59′27″W / 40.79667°N 90.99083°W，而該地的平均海拔高度為176米（即577英尺）。